# Komenda Rejonu Uzupełnień Tarnowskie Góry

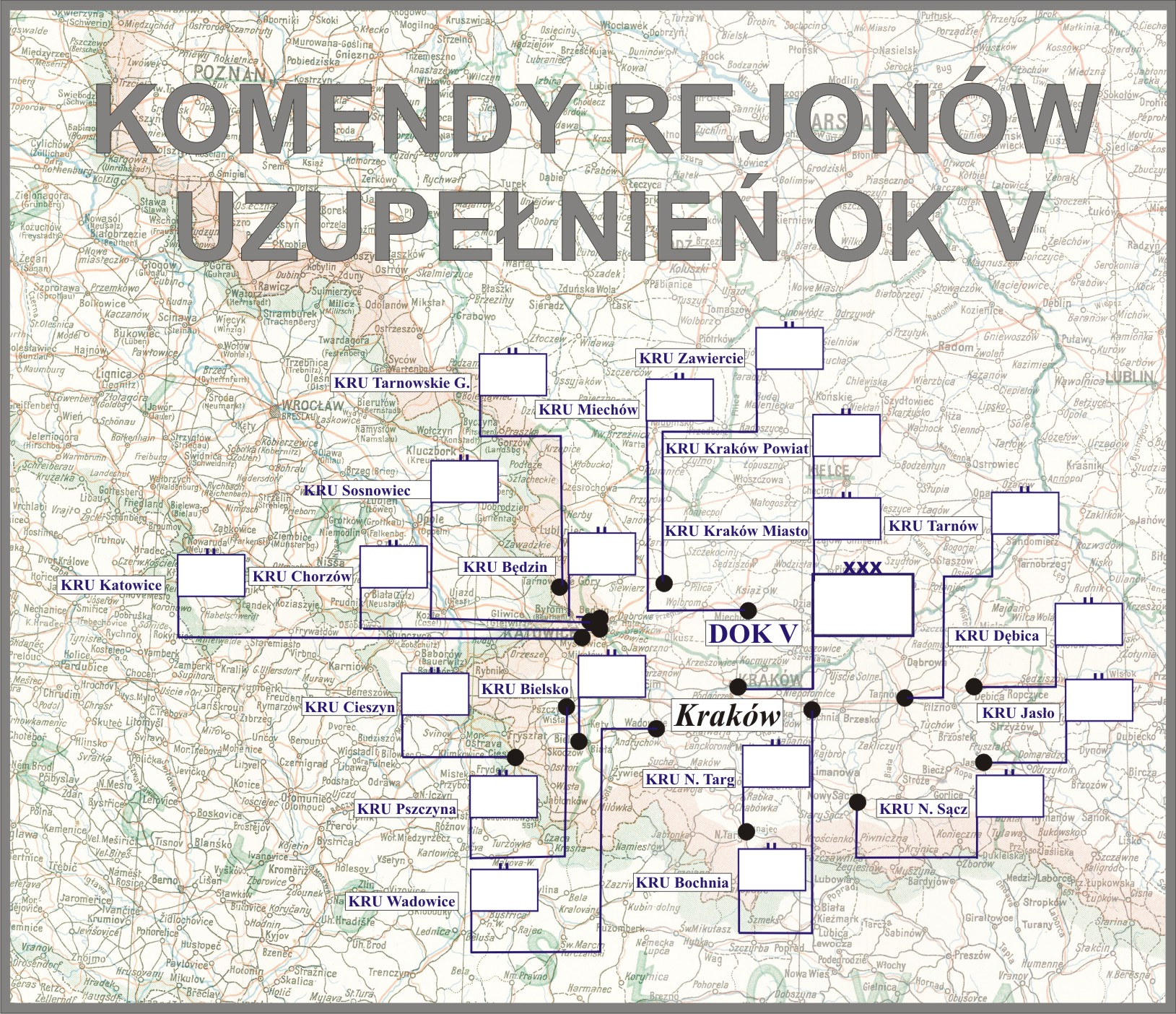
Komendy rejonów uzupełnień OK V

Komenda Rejonu Uzupełnień Tarnowskie Góry (KRU Tarnowskie Góry) – organ wojskowy właściwy w sprawach uzupełnień Sił Zbrojnych II Rzeczypospolitej i administracji rezerw w powierzonym mu rejonie.

## Historia komendy
Z dniem 1 października 1927 roku na obszarze Okręgu Korpusu Nr V została utworzona Powiatowa Komenda Uzupełnień Tarnowskie Góry obejmująca swoją właściwością powiaty: tarnogórski i lubliniecki. Powiat lubliniecki został przejęty po zlikwidowanej PKU Lubliniec, natomiast powiat tarnogórski został wyłączony z PKU Królewska Huta.
W marcu 1930 roku PKU Tarnowskie Góry była nadal podporządkowana Dowództwu Okręgu Korpusu Nr V w Krakowie i administrowała powiatami: lublinieckim i tarnogórskim. W grudniu tego roku komenda posiadała skład osobowy typ IV.
1 lipca 1938 roku weszła w życie nowa organizacja służby poborowej, zgodnie z którą dotychczasowa PKU Tarnowskie Góry została przemianowana na Komendę Rejonu Uzupełnień Tarnowskie Góry przy czym nazwa ta zaczęła obowiązywać 1 września 1938 roku, z chwilą wejścia w życie ustawy z dnia 9 kwietnia 1938 roku o powszechnym obowiązku wojskowym.
Komendant Rejonu Uzupełnień w sprawach dotyczących uzupełnień Sił Zbrojnych i administracji rezerw podlegał bezpośrednio dowódcy Okręgu Korpusu Nr V. Rejon uzupełnień nie uległ zmianie i nadal obejmował powiaty: tarnogórski i lubliniecki.

## Obsada personalna
Poniżej przedstawiono wykaz oficerów zajmujących stanowisko komendanta Powiatowej Komendy Uzupełnień i komendanta rejonu uzupełnień oraz kierowników referatów PKU i KRU Tarnowskie Góry.
| Komendanci                                                                | Komendanci                | Komendanci                                        |
| ------------------------------------------------------------------------- | ------------------------- | ------------------------------------------------- |
| stopień, imię i nazwisko                                                  | czas pełnienia obowiązków | kolejne stanowisko służbowe (dalsze losy)         |
| ppłk żand. / piech. dr Alojzy Senkowski                                   | VII 1927 – III 1928       | komendant PKU Kowel                               |
| ppłk piech. Wilhelm Fuhrmann                                              | IV 1928 – 31 I 1930       | stan spoczynku                                    |
| ppłk piech. Marian Prosołowicz                                            | 31 I – IX 1930            | kierownik 2 Okr. Urz. Wych. Fiz. i Przysp. Wojsk. |
| mjr piech. Eugeniusz Zagłoba-Kaniowski                                    | IX 1930 – 1938            | stan spoczynku                                    |
| mjr piech. Józef Kiczka                                                   | 1938–1939                 |                                                   |
| kierownicy I referatu administracji rezerw (od 1938 – referatu ewidencji) |                           |                                                   |
| kpt. piech. Franciszek I Książek                                          | VII 1927 – IX 1930        | 11 pp                                             |
| kpt. piech. Walerian Wodziszewski                                         | IX 1930 – 1939            |                                                   |
| kierownicy II referatu poborowego (od 1938 – referatu uzupełnień)         |                           |                                                   |
| kpt. piech. Kazimierz Wincenty Piotrowski                                 | VII 1927 – I 1929         | referent w PKU Sosnowiec                          |
| kpt. piech. Walerian Wodziszewski                                         | do IX 1930                | kierownik I referatu                              |
| kpt. adm. (piech.) Władysław Stępkowski                                   | 1932 – 1939               |                                                   |
| referenci (1927–1930)                                                     |                           |                                                   |
| kpt. piech. Walerian Wodziszewski                                         | od IV 1928                |                                                   |